# Dominic Olejniczak
Dominic John Olejniczak (Green Bay, 18 de agosto de 1908-ibidem, 16 de abril de 1989) fue un corredor de bienes raíces, político y ejecutivo de fútbol americano estadounidense. Olejniczak se desempeñó como concejal de Green Bay, Wisconsin, de 1936 a 1944. Luego fue elegido alcalde de Green Bay, sirviendo durante 10 años desde 1945 hasta 1955. Durante su mandato como alcalde, se completaron una serie de grandes proyectos de infraestructura y se simplificó la administración de la ciudad. Olejniczak también fue conocido por su trabajo con los Green Bay Packers. Durante un período de casi 40 años, Olejniczak se desempeñó como miembro de la junta directiva, vicepresidente, presidente y presidente de la junta. A 2023, sus 24 años como presidente es el mandato más largo de cualquier presidente de los Packers. Durante su presidencia, contrató a Vince Lombardi en 1959, los Packers ganaron cinco campeonatos y el patrimonio neto del equipo creció más del 5000 %. En reconocimiento a sus contribuciones, Olejniczak fue incluido en el Salón de la Fama de los Green Bay Packers en 1979 y en el Salón de la Fama del Deporte Nacional Polaco-Estadounidense en 2020. Murió en 1989, después de una serie de accidentes cerebrovasculares.

## Primeros años
Dominic Olejniczak nació en Green Bay, Wisconsin, hijo de John y Victoria Olejniczak el 18 de agosto de 1908. Asistió a la escuela secundaria Green Bay East y vivía cerca de Hagemeister Park, el hogar de los Green Bay Packers en ese momento.

## Gobierno de la ciudad
Profesionalmente, Olejniczak trabajó como corredor de bienes raíces, pero también fue funcionario electo. Se desempeñó como concejal de 1936 a 1944 y luego como alcalde de Green Bay de 1945 a 1955. En su primera elección, se postuló con una plataforma que incluía simplificar la administración de la ciudad, mejorar la infraestructura y ampliar los programas de recreación durante todo el año. Sus 10 años en el cargo fue, en ese momento, el mandato más largo de cualquier alcalde de Green Bay. Olejniczak ganó su primera elección para alcalde en 1945 por solo 83 votos. El pequeño margen hizo necesario un recuento y, aunque se observaron algunas irregularidades, Olejniczak fue certificado ganador con el 50,7% de los votos. Después de las elecciones de 1949, Olejniczak se presentó sin oposición hasta su retiro en 1955. En un artículo que destaca su retiro, el Green Bay Press-Gazette relató numerosos logros durante el mandato de Olejniczak como alcalde: mejorar la administración de la ciudad, mejorar la infraestructura y mantener bajas las tasas impositivas. Durante su tiempo como alcalde, se planeó y desarrolló la línea de circunvalación de la ciudad y se construyó una tubería al lago Míchigan para suministrar agua potable. En reconocimiento a los logros de Olejniczak, se realizó una cena con entradas agotadas con 500 patrocinadores en su honor.

## Green Bay Packers
Olejniczak fue un fanático de toda la vida de los Packers. La casa de su infancia estaba ubicada cerca del City Stadium, que en ese momento estaba ubicado en los terrenos de su escuela secundaria. El 10 de julio de 1950, Olejniczak fue elegido por primera vez para la junta directiva de Green Bay Packers, Inc., la organización sin fines de lucro de propiedad pública propietaria de los Packers. Como alcalde y director, ayudó a organizar una colecta de acciones que generó más de $ 100 000 (equivalente aproximadamente a $ 1.27 millones en 2023) en ingresos y ayudó a evitar que el equipo se retirara. Olejniczak fue ascendido rápidamente dentro del liderazgo de los Packers: en 1952, fue elegido miembro del comité ejecutivo de la junta directiva; en 1954 fue nombrado uno de los dos vicepresidentes; y en 1957 fue nombrado vicepresidente ejecutivo. Tras la renuncia y luego muerte de Russ Bogda, Olejniczak fue elegido como el próximo presidente de la franquicia. Cuando asumió la presidencia de los Packers, el equipo no había tenido un récord ganador en 10 años, y esa primera temporada en 1958 con el entrenador en jefe de primer año Ray McLean fue el peor récord de temporada regular (1–10–1) en la historia de la franquicia.
Olejniczak fue un firme defensor de la construcción del New City Stadium en 1957 (rebautizado como «Lambeau Field» en 1965 después de la muerte de Curly Lambeau) y dirigió el comité de búsqueda que contrató al asistente de los New York Giants, Vince Lombardi, a principios de 1959. Lombardi llevaría a los Packers a uno de los períodos más exitosos en la historia del equipo, con cinco campeonatos y dos victorias en el Super Bowl en la década de 1960. Reelegido por última vez en mayo de 1981, Olejniczak renunció al año siguiente el 1 de junio de 1982. Después de servir durante más de 24 años como presidente de los Packers, más que nadie en la historia del equipo, fue sucedido por el juez Robert J. Parins. Durante su mandato, el patrimonio neto de los Packers creció más del 5000 % y Lambeau Field aumentó de tamaño de 32 000 asientos a más de 57 000 asientos. En ese momento, Olejniczak fue nombrado presidente de la junta y ocupó ese cargo hasta 1989. Fue incluido en el Salón de la Fama de los Green Bay Packers en 1979 y en el Salón de la Fama del Deporte Nacional Polaco-Estadounidense en 2020. El historiador del equipo de los Packers, Cliff Christl, señaló que Olejniczak «era un creador de consenso de voz suave, pero tenía una influencia considerable mientras se desempeñaba como presidente de los Packers».

## Vida personal
El 24 de noviembre de 1938, Olejniczak se casó con Regina Bettine en la Catedral de San Francisco Javier en Green Bay. La pareja tuvo dos hijos, Tom Olejniczak y Mark Olejniczak. Olejniczak era católico y miembro de los Caballeros de Colón. Recibió el título de Caballero de San Gregorio y un doctorado honorario en derecho de St. Norbert College en De Pere en 1986. También fue el primer presidente laico de Premontre High School (más tarde Notre Dame de la Baie Academy). Olejniczak murió a los 80 años en su casa de Green Bay después de numerosos accidentes cerebrovasculares. Su funeral en la parroquia de Santa María de los Ángeles se llenó al máximo, y está enterrado en el cementerio católico de Allouez en Green Bay.